# 원챈스
《원챈스》(영어: One Chance)는 2013년 공개된 영국과 미국의 전기 영화로, 《브리튼스 갓 탤런트》의 우승자 폴 포츠의 이야기를 그린다. 2013년 토론토 국제 영화제 특별 상영 부문에 상영되었다.

## 줄거리
영화 '원 찬스'는 오페라 가수이자 '브리튼스 갓 탤런트' 우승자인 폴 포츠의 실화를 바탕으로 한 전기 영화이다. 어린 시절부터 오페라 가수를 꿈꿔왔지만 소심하고 내성적인 성격 탓에 번번이 좌절을 겪던 폴은 직장 생활을 하면서도 꿈을 포기하지 못한다. 그는 끊임없이 오페라를 연습하고, 주변의 조롱과 괴롭힘에도 굴하지 않고 자신의 목소리를 갈고닦는다. 그의 곁에는 항상 그를 지지하고 격려하는 아내 줄스가 있었고, 그는 그녀의 사랑과 응원 덕분에 용기를 얻는다.
폴은 우연한 기회에 '브리튼스 갓 탤런트'에 참가하게 되고, 그의 놀라운 노래 실력은 시청자들의 마음을 사로잡는다. 심사위원들은 그의 독특한 목소리와 감동적인 무대에 극찬을 아끼지 않고, 폴은 순식간에 전 세계적인 스타로 발돋움하게 된다. 하지만 유명해진 후에도 그는 과거의 어려움을 잊지 않고, 자신과 같은 꿈을 가진 사람들에게 희망을 주려고 노력한다. 영화는 폴 포츠가 꿈을 향해 나아가는 여정과, 그 과정에서 겪는 사랑, 우정, 그리고 역경을 감동적으로 그려낸다.

## 배역
- 제임스 코든 - 폴 포츠 역
- 알렉산드라 로치 - 줄스 역
- 매켄지 크룩 - 브래든 역
- 발레리아 빌렐로 - 알레산드라 역
- 콜름 미니 - 롤랜드 역
- 줄리 월터스 - 이본 역
- 트라이스탄 그라벨 - 매슈 역
- 시온 튜더 오언 - 지휘자 역
- 제미마 루퍼 - 하이드레인저 역
- 앨릭스 매퀸 - 소프 역
- 미리암 루시아 - 피오렌티노 역
- 스탠리 타운젠드 - 루치아노 파바로티 역
- 사이먼 코웰, 어맨다 홀든, 피어스 모건, 데클런 도널리, 앤서니 맥파틀린 - 《브리튼스 갓 탤런트》 화면 사용으로 인한 등장

## 사운드트랙
| #            | 제목                                                                 | Performer(s)                                                          | 재생 시간 |
| ------------ | -------------------------------------------------------------------- | --------------------------------------------------------------------- | --------- |
| 1.           | 〈Nessun dorma〉                                                     | Paul Potts                                                            | 2:52      |
| 2.           | 〈Nella Fantasia〉                                                   | Potts                                                                 | 4:24      |
| 3.           | 〈Vesti la giubba〉 (from Pagliacci)                                 | Potts                                                                 | 3:26      |
| 4.           | 〈E lucevan le stelle〉                                              | Potts                                                                 | 3:10      |
| 5.           | 〈Ich liebe Dich〉                                                   | Potts                                                                 | 2:41      |
| 6.           | 〈Time to Say Goodbye〉 (Con te partirò) (2012 Version)              | Il Divo                                                               | 4:21      |
| 7.           | 〈I. Allegro con brio〉 (Mozart: Symphony No. 25 in G Minor, K. 183) | Columbia Symphony Orchestra and Bruno Walter                          | 4:42      |
| 8.           | 〈Celeste Aida〉 (from Aida)                                         | Potts                                                                 | 5:08      |
| 9.           | 〈Farewell to Earth〉 ("O terra addio" from Aida)                    | Potts and Kylie Watt                                                  | 1:44      |
| 10.          | 〈Introitus Kyrie〉 (Mozart: Requiem, K. 626) (Remastered)           | Bavarian Radio Symphony Orchestra, Colin Davis and Angela Maria Blasi | 2:38      |
| 11.          | 〈Arrivederci Roma〉 (in B)                                          | Vittorio Grigolo                                                      | 3:42      |
| 12.          | 〈'O sole mio〉                                                      | Mario Lanza                                                           | 2:28      |
| 13.          | 〈Che gelida manina〉 (from La bohème)                               | Potts                                                                 | 5:38      |
| 14.          | 〈O soave fanciulla〉 (from La bohème)                               | Potts and Watt                                                        | 3:15      |
| 15.          | 〈Sweeter than Fiction〉                                             | Taylor Swift                                                          | 3:55      |
| 총 재생 시간 | 총 재생 시간                                                         | 총 재생 시간                                                          | 54:04     |

| #            | 제목                | Performer(s)                 | 재생 시간 |
| ------------ | ------------------- | ---------------------------- | --------- |
| 16.          | 〈Moment of Truth〉 | The London Session Orchestra | 1:40      |
| 총 재생 시간 | 총 재생 시간        | 총 재생 시간                 | 55:44     |

| #            | 제목         | Performer(s)                 | 재생 시간 |
| ------------ | ------------ | ---------------------------- | --------- |
| 17.          | 〈Venice〉   | The London Session Orchestra | 3:29      |
| 총 재생 시간 | 총 재생 시간 | 총 재생 시간                 | 58:13     |